# 한보름
한보름(본명:김보름, 1987년 2월 12일)은 대한민국의 배우로 현재는 유튜버로 활동하고 있다.  스캔들에서 백설아와 박진경이란 배역을 맡았다

## 생애
1987년 2월 12일에 1남 1녀 중 막내로 출생한 그는 종교는 무종교이며 2011년 KBS 2TV 월화 드라마 《드림하이》를 통해 배우로 데뷔하였다.
2013년부터는 김보름에서 성만 바꿔 한보름으로 활동중이다.
대표 작품으로는 2017년 KBS 2TV 금토 드라마 《고백부부》, 2018년 TvN 토일 드라마 《알함브라 궁전의 추억》, 2019년 MBN 수목 드라마 《레벨업》, 2020년 KBS 2TV 주말 드라마 《오! 삼광빌라!》 등이 있다.

## 이력
2009년부터 2010년까지 MC 스나이퍼의 힙합 음악 레이블 스나이퍼 사운드의 연습생 출신으로 걸 그룹을 준비한 적이 있다.
2010년 아웃사이더의 곡 〈주변인〉 뮤직비디오에서 연습생 시절의 모습을 볼 수 있으며 2009년 리오 케이코아의 정규 2집 타이틀곡 〈Love Train〉의 피처링으로 무대에 선 적도 있다.
2011년 KBS 2TV 월화 드라마 《드림하이》를 통해 배우로 데뷔하였다.
2012년 1년 간 다시 걸 그룹 준비로 활동을 중단하였으나 2013년부터는 김보름에서 한보름으로 이름을 바꾸고 다시 배우로 활동하는 중이다.
대중적으로는 KBS 2TV 금토 드라마 《고백부부》로 주목을 받았다.
솔직한 입담과 수준급의 댄스 실력, 무엇이든 시작하면 끝까지 최선을 다해 해내고 마는 열정적인 모습으로 대중에게 인간 엔돌핀 에너지를 전달하고 있으며 드라마와 예능 활동 뿐만 아니라 2020년 유튜브 《보룸밍 Boroomming》 (웹 예능) 채널을 통해 취미 부자, 열정 부자의 면모를 가감 없이 발휘하기도 하였다.

## 학력
- 2005년 ~ 2006년 명지전문대학 공연예술학부 연극영상전공 중퇴

## 출연 작품

### 드라마
- 《드림하이》 (2011년, KBS2) - 하소현 역
- 《금 나와라, 뚝딱!》 (2013년, MBC) - 이미나 역
- 《주군의 태양》 (2013년, SBS) - 차희주 (한나) 역
- 《MBC 드라마 페스티벌 - 수사부반장 - 왕조현을 지켜라!》 (2013년, MBC) - 왕유미 (왕조현) 역
- 《모던파머》 (2014년, SBS) - 한유나 역
- 《다 잘될 거야》 (2015년, KBS2) - 금정은 역
- 《싸우자 귀신아》 (2016년, tvN) - 미즈 역 ... (특별출연) ep.3
- 《고백부부》 (2017년, KBS2) - 윤보름 역
- 《작은 신의 아이들》 (2018년, OCN) - 엄연화 역 ... (특별출연)
- 《그남자 오수》 (2018년, OCN) - 오가나의 애인 역 ... (특별출연)
- 《알함브라 궁전의 추억》 (2018년, tvN) - 고유라 역
- 《레벨업》 (2019년, MBN) - 신연화 역
- 《이슈메이커스》 (2019년, SBS LIFE) - 한보름 역
- 《궁궐의 연인》 (2020년, 네이버TV 웹드라마) - 한보람 역
- 《타이밍》 (2020년, 네이버TV 웹드라마) - 유효민 역
- 《오! 삼광빌라!》 (2020년, KBS2) - 장서아 역
- 《하이클래스》 (2021년, tvN) - 소희 역 ep.7
- 《서른, 아홉》 (2022년, JTBC) - 여배우 역 ep.7
- 《인사이더》 (2022년, JTBC) - 애니 스티븐스 역 ... (특별출연)
- 《7인의 탈출》 (2023년, SBS) - 노팽희 역
- 《끝내주는 해결사》 (2024년, JTBC) - 최라희 역
- 《7인의 부활》 (2024년, SBS) - 노팽희 역 ... (특별출연) ep.1
- 《스캔들》 (2024년, KBS2) - 백설아 / 박진경 역

### 영화
| 연도 | 제목                             | 역할   | 감독   | 비고 |
| ---- | -------------------------------- | ------ | ------ | ---- |
| 2011 | 《결정적 한방》                  | 진아   | 박중구 |      |
| 2013 | 《밤의 여왕》                    | 장미   | 김제영 |      |
| 2015 | 《위기의 여행》 (중화인민공화국) | 미연   | 등연성 |      |
| 2016 | 《헤밍웨이》 (중화인민공화국)    | 이리엔 |        |      |
| 2022 | 《압꾸정》                       | 한비   | 임진순 |      |

### 교양
| 연도 | 방송사 | 제목                      | 역할   | 기간                  | 비고 |
| ---- | ------ | ------------------------- | ------ | --------------------- | ---- |
| 2019 | MBC    | 《백년만의 귀향, 집으로》 | 출연자 | 2019.04.01~2019.04.21 |      |

### 예능
| 연도 | 방송사       | 제목                               | 역할   | 기간                  | 비고 |
| ---- | ------------ | ---------------------------------- | ------ | --------------------- | ---- |
| 2016 | KBS 2TV      | 《해피투게더 3》                   | 게스트 | 2016.03.31            |      |
| 2016 | SKY          | 《뷰티 SKY》                       | 진행자 | 2016.09.21~2016.12.21 |      |
| 2017 | MBC          | 《미스터리 음악쇼 복면가왕》       | 참가자 | 2017.12.24~2017.12.31 |      |
| 2018 | KBS 2TV      | 《해피투게더 3》                   | 게스트 | 2018.01.18~2018.01.25 |      |
| 2018 | KBS 2TV      | 《하룻밤만 재워줘》                | 게스트 | 2018.05.01            |      |
| 2018 | 네이버TV     | 《Beauty's Code 3》 (웹 예능)      | 출연자 | 2018.05.14~2018.05.28 |      |
| 2018 | 네이버TV     | 《사다드림》 (웹 예능)             | 출연자 | 2018.06.18~2018.05.28 |      |
| 2018 | 네이버TV     | 《사다드림 2》 (웹 예능)           | 출연자 | 2018.10.02~2018.10.19 |      |
| 2018 | 네이버TV     | 《독립한보름》 (웹 예능)           | 출연자 | 2018.10.15~2018.10.30 |      |
| 2018 | SBS          | 《정글의 법칙 in 북마리아나》      | 출연자 | 2018.12.21~2019.02.23 |      |
| 2019 | JTBC2        | 《바람난 언니들》                  | 진행자 | 2019.01.17~2019.03.21 |      |
| 2019 | SBS 플러스   | 《당신에게 유리한 밤! 야간개장》   | 게스트 | 2019.01.21            |      |
| 2019 | TvN          | 《인생술집》                       | 게스트 | 2019.02.21            |      |
| 2019 | TvN          | 《호구들의 감빵생활》              | 출연자 | 2019.03.16~2019.09.07 |      |
| 2019 | SBS          | 《런닝맨》                         | 게스트 | 2019.04.21            |      |
| 2019 | SBS          | 《정글의 법칙 in 미얀마 & 메르귀》 | 출연자 | 2019.07.13~2019.09.21 |      |
| 2019 | SBS          | 《수작남녀》                       | 출연자 | 2019.09.13            |      |
| 2019 | MBC          | 《황금어장 라디오스타》            | 게스트 | 2019.10.23            |      |
| 2019 | KBS 2TV      | 《배틀트립》                       | 게스트 | 2019.12.13~2019.12.20 |      |
| 2019 | 유튜브       | 《보룸밍 Boroomming》 (웹 예능)    | 진행자 | 2019.12.25~           |      |
| 2020 | SBS          | 《정글의 법칙》                    | 출연자 | 2020.02.29~2020.06.06 |      |
| 2020 | SBS 플러스   | 《와이낫 3》                       | 출연자 | 2020.06.12~2020.07.31 |      |
| 2020 | TvN          | 《온앤오프》                       | 게스트 | 2020.08.15~2020.08.22 |      |
| 2020 | SBS 플러스   | 《트렌드 레코드》                  | 출연자 | 2020.10.16~2020.11.20 |      |
| 2021 | 넷플릭스     | 《범인은 바로 너! 3》 (웹 예능)    | 출연자 | 2021.01.22            |      |
| 2021 | MBC 에브리원 | 《비디오스타》                     | 게스트 | 2021.03.30            |      |
| 2021 | SBS F!L      | 《빵카로드》                       | 게스트 | 2021.04.30~2021.05.07 |      |
| 2022 | KBS 2TV      | 《개는 훌륭하다》                  | 게스트 | 2022.08.01            |      |
| 2022 | MBC          | 《전지적 참견 시점》               | 출연자 | 2022.08.06            |      |
| 2022 | JTBC         | 《한문철의 블랙박스 리뷰》         | 공동MC | 2022.09.22~ 현재      |      |
| 2022 | JTBC         | 《아는형님》                       | 게스트 | 2022.10.15            |      |
| 2023 | JTBC         | 《아는형님》                       | 게스트 | 2023.01.28            |      |
| 2023 | MBC          | 《전지적 참견 시점》               | 게스트 | 2023.02.04            |      |

### 뮤직비디오
| 연도 | 가수       | 노래                 | 공동 출연 | 비고 | 출처 |
| ---- | ---------- | -------------------- | --------- | ---- | ---- |
| 2010 | 아웃사이더 | 〈주변인〉           |           |      | 보기 |
| 2012 | 원티드     | 〈너에게로 간다〉    |           |      | 보기 |
| 2013 | 김현중     | 〈Lucky Guy〉 (일본) |           |      | 보기 |
| 2019 | 황치열     | 〈제목 없음〉        |           |      | 보기 |

### 광고
| 연도 | 기업         | 제품              | 종류        | 공동 출연     | 출처 |
| ---- | ------------ | ----------------- | ----------- | ------------- | ---- |
| 2010 | 오리온       | 마켓오            | 과자        | 송하윤 강소라 | 보기 |
| 2010 | 오리온       | 마켓오            | 과자        | 송하윤 강소라 | 보기 |
| 2010 | 인터로조     | 클라렌            | 콘택트 렌즈 |               |      |
| 2013 | LG전자       | LG G2             | 스마트폰    |               |      |
| 2015 | 아모레퍼시픽 | 아모스 프로페셔널 | 생활용품    | 이현우        |      |

## 음반 작품

### 참여
| 연도 | 음반       | 노래                                         | 가수          | 발매일     | 비고 |
| ---- | ---------- | -------------------------------------------- | ------------- | ---------- | ---- |
| 2009 | 《검은띠》 | 〈Love Train (Feat. 김형준 (H&B) of SS501)〉 | 리오 케이코아 | 2009.02.12 |      |

## 수상 및 후보
| 연도 | 시상식                       | 부문                           | 작품         | 결과 |
| ---- | ---------------------------- | ------------------------------ | ------------ | ---- |
| 2017 | 제25회 대한민국 문화연예대상 | 드라마부문 여자 신인상         | 《고백부부》 | 수상 |
| 2018 | 제13회 아시아 모델 어워즈    | 연기자부문 뉴스타상            | 빈칸         | 수상 |
| 2019 | 제1회 월드스타 연예대상      | 드라마부문 여자 우수연기상     | 《레벨업》   | 수상 |
| 2024 | KBS 연기대상                 | 일일드라마부문 여자 우수연기상 | 《스캔들》   | 후보 |